# 2525 O'Steen
2525 O'Steen este un asteroid din centura principală, descoperit pe 2 noiembrie 1981 de Brian Skiff.